# Jastrząbka (stacja kolejowa)
Jastrząbka – stacja kolejowa w Jastrząbce na linii kolejowej nr 35, w województwie mazowieckim, w Polsce.